# شمس‌الدین نابلسی
محمد بن احمد سفارینی نابلسی شهرت‌یافته به شمس‌الدین نابلسی یا عموماً سفارینی (؟ -۱۳۹۵م) فقیه حنبلی فلسطینی نابلسی در سدهٔ هشتم هجری و شاگرد ابن قیم جوزیه بود.